# Bousculade de Phnom Penh

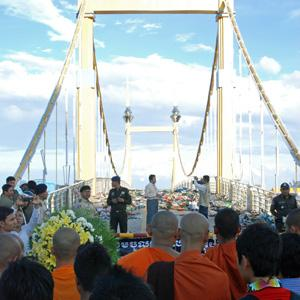

La bousculade de Phnom Penh est une bousculade ayant fait 347 morts et blessé 755 personnes. Elle a eu lieu durant l'Om Touk, le 22 novembre 2010, à partir de 21 heures 30, sur un pont reliant l'île de Koh Pich à Phnom Penh.